# John Erickson
John Erickson (South Shields, 17 aprile 1929 – Edimburgo, 10 febbraio 2002) è stato uno storico britannico, massimo esperto occidentale della guerra sul fronte orientale durante la seconda guerra mondiale, viene tuttora considerato in Occidente lo storico più autorevole e attendibile sulla storia militare dell'Unione Sovietica.

## La carriera accademica
John Erickson frequentò il St. John's College a Cambridge e servì nei Servizi di informazione britannici dal 1946 al 1949. Insegnò alle Università di St. Andrews (1958-1962), di Manchester (1962-1967) e di Edimburgo (1967-1988). Durante la Guerra Fredda fu anche consigliere NATO e svolse alcuni incarichi diplomatici informali. Erickson fu membro della Royal Society di Edimburgo (1982) e della British Academy (1985).
Avrebbe terminato la sua carriera accademica come Professore Emerito e Membro Onorario in Studi della Difesa dell'Università di Edimburgo, dopo essere stato anche Professore incaricato nelle università dell'Indiana, di Yale e del Texas.
Sua moglie, Lubjanka Erickson, di origine serba, lo avrebbe spesso aiutato nelle sue ricerche sulla storia politico-militare russa, svolte anche negli archivi sovietici a cui egli (eccezione tra gli storici occidentali) ebbe accesso quasi liberamente ancor prima della fine della Guerra Fredda.

## Le opere
La sua perfetta padronanza della lingua russa e il suo approccio imparziale e freddamente documentato alla storia militare dell'Unione Sovietica nella seconda guerra mondiale, sul fronte orientale, gli guadagnarono grande reputazione e gli permisero di ottenere dalle autorità sovietiche un'inconsueta libertà nella valutazione di documenti e fonti degli archivi riservati e della letteratura sovietica. Sulla base di queste fonti prima inaccessibili e di una completa bibliografia classica, John Erickson scrisse le sue opere monumentali sulla storia militare dell'Unione Sovietica, sul ruolo di Stalin nella direzione politico-militare e sulla guerra sul fronte orientale.
Le opere più importanti di Erickson furono nel 1962 The Soviet High Command, dedicato alla storia militare sovietica dalle origini fino all'inizio dell'attacco tedesco nel 1941, e soprattutto la magistrale narrazione dettagliata in due volumi dedicata alla storia del fronte orientale principalmente dal punto di vista sovietico: The road to Stalingrad (pubblicato nel 1975) che termina con l'accerchiamento della 6ª Armata tedesca a Stalingrado (23 novembre 1942), e The road to Berlin (del 1983), che si conclude con una lunga narrazione della battaglia di Berlino. Le due opere, considerate imprescindibili a livello internazionale, non sono mai state tradotte in italiano.
Oltre a queste opere fondamentali, Erickson scrisse anche numerosi altri lavori secondari dedicati alla storia militare, alla guerra con mezzi corazzati, al pensiero militare sovietico, ed inoltre partecipò a numerosi programmi televisivi dedicati alla storia della guerra sul fronte orientale.
Lo stile di scrittura particolarmente complesso di Erickson rende la lettura delle sue opere non agevole e presuppone una conoscenza preliminare non superficiale dell'argomento; tuttavia l'asciutta prosa dello storico inglese, l'imparzialità delle argomentazioni e la completezza della narrazione rendono le sue opere vere pietre miliari indispensabili per la comprensione del periodo storico.

## Giudizi
Alcuni dei massimi storici militari contemporanei hanno reso omaggio nelle loro estese bibliografie, al termine di alcune loro famose opere dedicate alla seconda guerra mondiale, alla maestria, alla completezza e alla imparzialità dei lavori di John Erickson. Già lo stimato storico A.J.P. Taylor descrisse l'opera di Erickson come: "il miglior libro mai scritto in qualsiasi lingua sulla Guerra combattuta dall'Unione Sovietica" (recensione su The observer). John Keegan, uno dei più prestigiosi storici britannici contemporanei, in Uomini e battaglie della Seconda guerra mondiale definisce "capolavori" le opere di Erickson (elevandolo su tutti gli altri storici internazionali che hanno scritto della guerra mondiale sul fronte orientale). Infine Gerhard L. Weinberg (storico statunitense autore di una celebrata opera sintetica sulla guerra: A world in arms, trad. it. "Il mondo in armi", UTET, 2007), affianca l'opera di Erickson a quella di Earl Ziemke (massimo storico della guerra all'est, analizzata dal punto di vista tedesco) in cima alla lista della bibliografia specifica sull'argomento.
L'opera di Erickson, praticamente sconosciuta in Italia, rimane un punto fermo fondamentale per la conoscenza e la comprensione di una pagina importantissima della seconda guerra mondiale e per un'analisi documentata e attendibile del ruolo dei protagonisti (Stalin, i vari generali sovietici e anche i leader occidentali della guerra mondiale), affiancata solo negli ultimi anni dalla prolifica produzione dello storico militare statunitense David Glantz.

## Opera completa
- The Soviet High Command 1918-1941: A Military-Political History 1918-1941, St Martin's Press (Macmillan), London, 1962
- Panslavism , Routledge & Kegan Paul, for The Historical Association, London, 1964
- The Military-Technical Revolution, Praeger, New York, 1966 (Revised and updated papers from a symposium held at the Institute for the Study of the USSR, Munich, Oct. 1964)
- The Road To Stalingrad, Stalin's War With Germany Volume 1, Harper & Row, Publishers, New York 1975
- Soviet Military Power, Royal United Services Institute, London, 1976?
- Soviet Military Power and Performance, Palgrave Macmillan Press, London, 1979
- The Road To Stalingrad, Stalin's War With Germany Volume 1, George Weidenfeld & Nicholson, London 1983
- The Road to Berlin. Stalin's War with Germany Volume 2, Weidenfeld & Nicolson, London 1983
- The Soviet Ground Forces: An Operational Assessment, Westview Printing,
- Deep battle: The brainchild of Marshal Tukhachevski by Richard Simpkin in association with John Erickson, Brasseys's, 1987
- The Russian Front, a four part narrated televised series, Cromwell Films, 1998 (1. Barbarossa Hitler Turns East, 2. The Road To Stalingrad, 3. Stalingrad To Kursk and 4. The Battles For Berlin)
- Barbarossa: The Axis and the Allies, Erickson, John and Dilks, David, eds., Edinburgh University Press, 1994 (contributors include Dmitri Volkogonov, Harry Hinsley, Klaus-Jurgen Muller, Klaus Reinhardt)
- Hitler Versus Stalin: The Second World War on the Eastern Front in Photographs, Carlton Publishing Group, 2004